# Argyropelecus aculeatus
Argyropelecus aculeatus es una especie de pez del género Argyropelecus.

## Descripción
Se trata de un pez que cuenta con 9 radios blandos dorsales, 12 radios blandos anales, ausencia de espinas dorsales y anales. Presenta un cuerpo profundo, espina opercular superior corta, mandíbulas grandes, dientes largos y curvados. Mide 8,3 cm de longitud (3,26 pulgadas) y puede alcanzar un peso máximo de 20,90 g. Es de color gris o plateado y presenta fotóforos a lo largo de su cuerpo que lo provisten de bioluminiscencia, esto le premite camuflarse de posibles depredadores y presas.

## Distribución
Se distribuye por el Atlántico oriental, desde Portugal hasta Senegal, también en Namibia. En el Atlántico occidental, en Guayana. En el Atlántico noroccidental, Canadá. En el océano Índico, en el Pacífico occidental y sudeste. Reportado en el golfo de Adén y el mar Arábigo. Especie marina batipelágica cuyo rango de profundidad es 100-2056 m donde se alimenta de copépodos, decápodos y larvas de peces.